# Teyl vancouveri
Espèce
Synonymes
- Pseudoteyl vancouveri Main, 1985

Teyl vancouveri est une espèce d'araignées mygalomorphes de la famille des Anamidae.

## Distribution
Cette espèce est endémique du Great Southern en Australie-Occidentale,. Elle se rencontre vers West Cape Howe.

## Description
La carapace du mâle holotype mesure 3,1 mm de long sur 2,2 mm et l'abdomen 2,7 mm de long sur 1,8 mm et la carapace de la femelle paratype mesure 3,4 mm de long sur 2,65 mm et l'abdomen 5,7 mm de long sur 3,0 mm.

## Étymologie
Cette espèce est nommée en l'honneur de George Vancouver.

## Publication originale
- Main, 1985 : Further studies on Australian Diplurinae: a review of the genera of the Teylini (Araneae: Mygalomorphae: Dipluridae). Australian Journal of Zoology, vol. 33, no 5, p. 743-759.